# Gianni Meccia (album)
Gianni Meccia è una raccolta di brani del cantante ed attore Gianni Meccia.
L'Album presenta 10 brani, dei quali 8 provengono dall'album del 1976: Sul punto di dimenticare e 2 dall'album del 1971: Io, chi sono io?.

## Tracce
Lato A
- Intro vocale a cura di Giancarlo Guardabassi e Gianni Meccia
1. Quelli che si amano (Franco Migliacci-D.Thomas)
2. Il pullover (Franco Migliacci-Gianni Meccia)
3. Sole non calare mai (Gianni Meccia)
4. L'ultima lettera (Franco Migliacci-Gianni Meccia)
5. I soldati delicati (Gianni Meccia) °

Lato B
1. Il barattolo (Gianni Meccia)
2. Dimmi, dimmi chi è (Gianni Meccia)
3. Il pupazzo (Gianni Meccia)
4. Cose inutili! (Ugo Tognazzi-Gianni Meccia)
5. Odio tutte le vecchie signore (Gianni Meccia) °

° : Dall'album Io, chi sono io?